# 半身浴
半身浴（はんしんよく、英: Half-body Bathing）は、風呂の入浴法の一つ。
38度から39度の湯にみぞおちから下の半身だけを湯船につける。30分以上が望ましい。空調が整っていない場合、上半身が冷えるため、上着やタオルを羽織って入浴するとよい。ただし、湯に濡らしてしまうと体の熱を奪ってしまうため、乾いた状態で羽織る。
下半身の温めに集中していることから、全身浴に比べ、心臓への負担が少なくなるため、老人や心臓が弱い人、心臓に疾患がある人に適している。
現実に行われているであろう半身浴を想定して、湯温40度で30分間の半身浴について皮膚血流量や心拍数、発汗量など生理変化を計測し、40度での全身入浴10分以下の結果とほぼ同等であったが、脈拍の増加は緩やかで心臓内への血流量の増加は少なく、半身浴の方がより安全だとされる。1日あたり平均200キロカロリーになる安静時のエネルギー消費量の増加もみられ、末梢血液循環の増加や基礎代謝の増加が示唆される。